# Liga Panameña de Fútbol
Liga Panameña de Fútbol (ze względów sponsorskich Liga LPF Tigo) – najwyższa klasa rozgrywkowa piłki nożnej mężczyzn w Panamie. Występuje w niej dwanaście profesjonalnych klubów, z których najlepszy zostaje mistrzem Panamy.
Rozgrywki są toczone systemem ligowo-pucharowym. Podczas regularnego sezonu drużyny są podzielone na konferencje zachodnią i wschodnią. Po zakończeniu regularnego sezonu sześć najlepszych zespołów (po trzy z każdej konferencji) kwalifikuje się do fazy play-off – zwycięzcy konferencji do półfinałów, a cztery kolejne drużyny do barażów o półfinały. Zwycięzca fazy play-off zdobywa tytuł mistrzowski. W ciągu roku rozgrywane są dwa niezależne półroczne sezony – wiosną Apertura, natomiast jesienią Clausura. Co roku najsłabsza drużyna z sumarycznej tabeli regularnych sezonów Apertury i Clausury spada do drugiej ligi, zaś najsłabszy zespół z drugiej konferencji gra baraż o utrzymanie z mistrzem odpowiedniej konferencji drugiej ligi. Trzy najlepsze panamskie zespoły co roku kwalifikują się do rozgrywek Pucharu Ameryki Centralnej CONCACAF, które stanowią eliminacje do Pucharu Mistrzów CONCACAF.
W latach 1988–2009 nosiła nazwę ANAPROF (skrót od nazwy Asociación Nacional Pro Fútbol).

## Aktualny skład
|  |  | Klub                      | Miasto               | Założenie |
|  |  | ------------------------- | -------------------- | --------- |
|  |  | Alianza                   | Panama               | 1963      |
|  |  | Árabe Unido               | Colón                | 1994      |
|  |  | Herrera                   | Chitré               | 2016      |
|  |  | Independiente La Chorrera | La Chorrera          | 1982      |
|  |  | Plaza Amador              | Panama               | 1955      |
|  |  | Potros del Este           | Panama               | 2014      |
|  |  | San Francisco             | La Chorrera          | 1971      |
|  |  | Sporting San Miguelito    | San Miguelito        | 1989      |
|  |  | Tauro                     | Panama               | 1984      |
|  |  | Universitario             | Penonomé             | 2018      |
|  |  | UMECIT                    | San Miguelito        | 2015      |
|  |  | Veraguas United           | Santiago de Veraguas | 2019      |

## Historia i format
Futbol pojawił się w Panamie już w drugiej połowie XIX wieku za sprawą angielskich marynarzy, pracujących przy Przesmyku Panamskim. Za kolebkę panamskiej piłki uznaje się miasto Aspinwall (obecnie Colón), jednak niebawem popularność tego sportu rozprzestrzeniła się również na teren stołecznego miasta Panama. Mimo iż po amerykańskich wpływach w tym regionie częściej uprawianą dyscypliną został baseball, to dzięki obcokrajowcom z Europy, Indii, Ameryki Środkowej i Karaibów napływających do dążącego do oddzielenia od Kolumbii państwa panamskiego futbol cały czas miał swoich zwolenników. W 1890 roku powstał klub sportowy Panama Athletic Club, zrzeszający głównie graczy baseballu, lecz posiadający również sekcję piłki nożnej – był to zarazem pierwszy zespół piłkarski w Panamie. Kolejny, o nazwie Colón Sport Club, powstał w 1894 roku w mieście Colón.
Pomysł utworzenia ogólnokrajowej ligi piłkarskiej powstał około 1918 roku z inicjatywy społeczności karaibskiej w Panamie, po serii meczów pomiędzy drużynami Standard Oval i American Cable. Pierwsze regionalne rozgrywki, noszące nazwę Isthmian League, zostały założone w 1921 roku; ich pierwszym zwycięzcą został Standard Oval. W takiej postaci mistrzostwa Panamy były rozgrywane przez kilka kolejnych lat, zaś w 1925 roku ich następcą zostały rozgrywki Liga Nacional de Football. Brało w nich udział sześć drużyn – El Cable, Cecilia, Hottspurs, Coronel Bolognesi, El Panamá i Panamá Hardware – a premierową edycję wygrała ostatnia z wymienionych drużyn. W międzyczasie, w 1926 roku, za sprawą kapłanów salezjańskich, w Panamie powstał jeszcze jeden turniej piłkarski, o nazwie Liga Menor, jednak prym wciąż wiodła Liga Nacional.
W 1933 roku w Colónie Justiniano Cárdenas założył rozgrywki Liga Atlántica de Football, w których brały udział wyłącznie kluby z tego miasta. Podobna sytuacja miała miejsce w mieście Panama, gdzie w tamtejszej Liga Nacional de Football występowały jedynie stołeczne zespoły. Pierwsze spotkanie pomiędzy zwycięzcami obydwóch turniejów odbyło się w 1934 roku, natomiast w 1937 roku obydwie ligi połączyły się w jedne rozgrywki. Stopniowo do ogólnokrajowych mistrzostw Panamy dołączały drużyny z innych prowincji kraju – Chiriquí (w 1945 roku), Herrera (1946), Panama (1948), Veraguas (1949), Coclé (1952), Los Santos (1972), Bocas del Toro (1974), Kuna Yala (1986) i Darién (1987), jednak liga ta wciąż miała charakter amatorski.
13 stycznia 1988 sześciu entuzjastów futbolu – Giancarlo Gronchi, Jan Domburg, Edgar Plazas, Jorge Zelasny, Ángel Valero i Juan Carlos Delgado – założyło pierwszą profesjonalną ligę panamską, o wymyślonej przez dziennikarza Edmundo Vargasa nazwie Asociación Nacional Pro-Fútbol (w skrócie ANAPROF). Jej celem było stworzenie na dłuższy czas bazy profesjonalnych panamskich piłkarzy oraz poprawienie w ten sposób wyników osiąganych przez reprezentację Panamy. W pierwszej edycji rozgrywek, podczas premierowego sezonu noszących nazwę sponsora (Copa Bayer), wzięło udział sześć klubów założycielskich: CD Plaza Amador, Deportivo La Previsora (obecnie San Francisco FC), AFC Euro Kickers, Tauro FC, Deportivo Perú AFC i Chirilanco FC. Historyczne, pierwsze spotkanie zostało rozegrane 26 lutego 1988 na Estadio Revolución pomiędzy Plaza Amador i Tauro; zakończyło się ostatecznie wynikiem 1:1, a premierowego gola zdobył Carlos Maldonado z Tauro (później z rzutu karnego wyrównał Virgilio Reid). Pierwszym profesjonalnym mistrzem Panamy został prowadzony przez kolumbijskiego trenera Carlosa Collazosa zespół Plaza Amador, zaś napastnik tego klubu, Miguel Tello, z trzynastoma bramkami na koncie wywalczył tytuł króla strzelców.
W 1994 roku, w wyniku złego zarządzania, w lidze panamskiej nastąpił rozłam – powstały nowe rozgrywki, LINFUNA, oficjalnie uznawane przez FIFA. Cały czas większą popularnością cieszył się ANAPROF, w którym występowały lepsze drużyny, co z kolei przyciągało na stadiony kibiców. Dzięki temu 18 czerwca 1995 rozgrywane na Estadio Rommel Fernández spotkanie pomiędzy San Francisco i Tauro zostało po raz pierwszy transmitowane w telewizji. Po długich negocjacjach, w 1996 roku LINFUNA i ANAPROF na powrót połączyły się w jedną ligę. Przez następne kilka lat rozgrywki przechodziły kilka reform dotyczących ich formatu, między innymi liczby występujących w nich zespołów. Najważniejsza ze zmian nastąpiła w 2001 roku, kiedy to władze ligi zdecydowały się powrócić do systemu wiosna-jesień, a także, wzorem innych latynoskich krajów, wprowadzić dwa niezależne od siebie turnieje – wiosenny Apertura i jesienny Clausura. Ich zwycięzcy mierzyli się pod koniec każdego roku, a zwycięzca tej konfrontacji zostawał automatycznie mistrzem Panamy. 
Od 2007 roku mistrzostwo kraju zdobywa automatycznie zwycięzca zarówno Apertury, jak i Clausury, co oznacza, iż najlepsza drużyna w kraju jest wyłaniana co pół roku, a nie co rok. Od 2009 roku rozgrywki noszą nazwę Liga Panameña de Fútbol (LPF), zaś w 2010 roku ponownie wprowadzono system jesień-wiosna, by w 2020 roku powrócić do systemu wiosna-jesień.
Za cztery czołowe i najbardziej utytułowane drużyny ligi panamskiej są uważane Tauro FC, San Francisco FC, CD Árabe Unido i CD Plaza Amador. Mecze derbowe pomiędzy dwoma najpopularniejszymi klubami – Tauro i Plaza Amador – noszą nazwę El Superclásico Nacional.

## Triumfatorzy
| 1988              | Plaza Amador (1)                          | brak                                      | San Francisco                             | Miguel Tello             | Plaza Amador              | 13 | Carlos Collazos        | Plaza Amador              |  |
| 1989              | Tauro (1)                                 | brak                                      | San Francisco                             | Alonso Pacheco           | San Francisco             | 18 | Miguel Mansilla        | Tauro                     |  |
| 1990              | Plaza Amador (2)                          | brak                                      | Tauro                                     | José Ardines             | Euro Kickers              | 26 | Milton Palacios        | Plaza Amador              |  |
| 1991              | Tauro (2)                                 | brak                                      | Euro Kickers                              | José Ardines (2)         | Euro Kickers              | 13 | Miguel Mansilla (2)    | Tauro                     |  |
| 1992              | Plaza Amador (3)                          | brak                                      | Sporting Colón                            | José Ardines (3)         | Euro Kickers              | 20 | Carlos Collazos (2)    | Plaza Amador              |  |
| 1993              | Euro Kickers (1)                          | brak                                      | Projusa                                   | José Ardines (4)         | Euro Kickers              | 12 | Orlando Muñoz          | Euro Kickers              |  |
| 1994/1995         | San Francisco (1)                         | 1–0                                       | Tauro                                     | José Ardines (5)         | Euro Kickers              | 20 | Leopoldo Lee           | San Francisco             |  |
| 1995/1996         | San Francisco (2)                         | 1–1 (4–2 k)                               | Plaza Amador                              | José Ardines (6)         | Euro Kickers              | 20 | Leopoldo Lee (2)       | San Francisco             |  |
| 1996/1997         | Tauro (3)                                 | 1–0                                       | Euro Kickers                              | Patricio Guevara         | Tauro                     | 22 | Miguel Mansilla (3)    | Tauro                     |  |
| 1997/1998         | Tauro (4)                                 | 1–0                                       | Árabe Unido                               | Luis Calamaris           | San Francisco             | 21 | Miguel Mansilla (4)    | Tauro                     |  |
| 1998/1999         | Árabe Unido (1)                           | 3–0                                       | Tauro                                     | Luis Calamaris (2)       | San Francisco             | 18 | Eleazar Herrera        | Árabe Unido               |  |
| 1999/2000         | Tauro (5)                                 | 2–0                                       | Plaza Amador                              | Víctor René Mendieta     | Tauro                     | 15 | Alfredo Poyatos        | Tauro                     |  |
| 2000/2001         | Panamá Viejo (1)                          | 4–3 (pd)                                  | Tauro                                     | Alberto Cerezo           | Árabe Unido               | 16 | Gary Stempel           | Panamá Viejo              |  |
| 2000/2001         | Panamá Viejo (1)                          | 4–3 (pd)                                  | Tauro                                     | Luis Parra               | Tauro                     | 16 | Gary Stempel           | Panamá Viejo              |  |
| Apertura 2001     | Árabe Unido (2)                           | 3–0                                       | San Francisco                             | Ricardo Phillips         | Panamá Viejo              | 13 | Richard Parra          | Árabe Unido               |  |
| Clausura 2001     | Árabe Unido (3)                           | 0–0 (3–2 k)                               | Plaza Amador                              | Roberto Brown            | San Francisco             | 13 | Richard Parra (2)      | Árabe Unido               |  |
| Apertura 2002     | Árabe Unido (4)                           | 2–0                                       | San Francisco                             | Gabriel de los Ríos      | Alianza                   | 7  | Richard Parra (3)      | Árabe Unido               |  |
| Clausura 2002     | Plaza Amador (4)                          | 2–1                                       | Tauro                                     | Anel Canales             | Tauro                     | 10 | Sergio Giovagnoli      | Plaza Amador              |  |
| Clausura 2002     | Plaza Amador (4)                          | 0–1 (4–1 k)                               | Tauro                                     | Anel Canales             | Tauro                     | 10 | Sergio Giovagnoli      | Plaza Amador              |  |
| Apertura 2003     | Tauro (6)                                 | 2–2                                       | Árabe Unido                               | Anel Canales (2)         | San Francisco             | 11 | Gonzalo Soto           | Tauro                     |  |
| Apertura 2003     | Tauro (6)                                 | 4–1                                       | Árabe Unido                               | Anel Canales (2)         | San Francisco             | 11 | Gonzalo Soto           | Tauro                     |  |
| Clausura 2003     | Tauro (7)                                 | 5–1                                       | Alianza                                   | Héctor Nazarith          | Tauro                     | 9  | Gonzalo Soto (2)       | Tauro                     |  |
| Clausura 2003     | Tauro (7)                                 | 5–1                                       | Alianza                                   | Wilson Zuñiga            | Alianza                   | 9  | Gonzalo Soto (2)       | Tauro                     |  |
| Apertura 2004     | Árabe Unido (5)                           | 1–0                                       | Plaza Amador                              | Jorge Dely Valdés        | Árabe Unido               | 12 | Julio Carlos Gómez     | Árabe Unido               |  |
| Clausura 2004     | Árabe Unido (6)                           | 1–1                                       | San Francisco                             | Víctor René Mendieta Jr. | San Francisco             | 16 | Julio Carlos Gómez (2) | Árabe Unido               |  |
| Clausura 2004     | Árabe Unido (6)                           | 5–3                                       | San Francisco                             | Alberto Zapata           | Alianza                   | 16 | Julio Carlos Gómez (2) | Árabe Unido               |  |
| Apertura 2005     | Plaza Amador (5)                          | 3–1                                       | Árabe Unido                               | Jorge Dely Valdés (2)    | Árabe Unido               | 11 | Ricardo Buitrago       | Plaza Amador              |  |
| Clausura 2005     | San Francisco (3)                         | 2–0                                       | Atlético Veragüense                       | Jorge Dely Valdés (3)    | Árabe Unido               | 13 | Gary Stempel (2)       | San Francisco             |  |
| Apertura 2006     | San Francisco (4)                         | 3–0                                       | Plaza Amador                              | Luis Tejada              | Plaza Amador              | 11 | Gary Stempel (3)       | San Francisco             |  |
| Clausura 2006     | Tauro (8)                                 | 2–0                                       | Árabe Unido                               | César Medina             | Alianza                   | 12 | Rubén Guevara          | Tauro                     |  |
| Apertura 2007     | Tauro (9)                                 | 2–0                                       | San Francisco                             | Edwin Aguilar            | Tauro                     | 14 | Miguel Mansilla (5)    | Tauro                     |  |
| Clausura 2007     | San Francisco (5)                         | 0–0 (4–2 k)                               | Árabe Unido                               | Orlando Rodríguez        | Árabe Unido               | 9  | Gary Stempel (4)       | San Francisco             |  |
| Clausura 2007     | San Francisco (5)                         | 0–0 (4–2 k)                               | Árabe Unido                               | Gabriel Torres           | Chepo                     | 9  | Gary Stempel (4)       | San Francisco             |  |
| Apertura 2008     | San Francisco (6)                         | 3–1 (pd)                                  | Tauro                                     | César Medina (2)         | Alianza                   | 12 | Gary Stempel (5)       | San Francisco             |  |
| Clausura 2008     | Árabe Unido (7)                           | 3–2 (pd)                                  | Tauro                                     | Orlando Rodríguez (2)    | Árabe Unido               | 18 | Richard Parra (4)      | Árabe Unido               |  |
| Apertura 2009     | San Francisco (7)                         | 0–0 (5–4 k)                               | Chorrillo                                 | Edwin Aguilar (2)        | Tauro                     | 17 | Rubén Guevara (2)      | San Francisco             |  |
| Apertura 2009 (2) | Árabe Unido (8)                           | 3–2                                       | Tauro                                     | Armando Polo             | Sporting San Miguelito    | 12 | Richard Parra (5)      | Árabe Unido               |  |
| Clausura 2010     | Árabe Unido (9)                           | 1–0                                       | San Francisco                             | Johan de Ávila           | San Francisco             | 10 | Richard Parra (6)      | Árabe Unido               |  |
| Apertura 2010     | Tauro (10)                                | 1–0                                       | San Francisco                             | Gabriel Ríos             | Atlético Chiriquí         | 8  | Juan Carlos Cubilla    | Tauro                     |  |
| Clausura 2011     | San Francisco (8)                         | 3–2 (pd)                                  | Chorrillo                                 | Brunet Hay               | Sporting San Miguelito    | 9  | Leonardo Pipino        | San Francisco             |  |
| Apertura 2011     | Chorrillo (1)                             | 4–1                                       | Plaza Amador                              | César Medina (3)         | Alianza                   | 8  | Miguel Mansilla (6)    | Chorrillo                 |  |
| Apertura 2011     | Chorrillo (1)                             | 4–1                                       | Plaza Amador                              | Delano Welch             | Chepo                     | 8  | Miguel Mansilla (6)    | Chorrillo                 |  |
| Clausura 2012     | Tauro (11)                                | 2–1                                       | Chepo                                     | Luis Rentería            | Tauro                     | 11 | Sergio Angulo          | Tauro                     |  |
| Apertura 2012     | Árabe Unido (10)                          | 4–1                                       | Chepo                                     | Jorman Aguilar           | Río Abajo                 | 10 | Jair Palacios          | Árabe Unido               |  |
| Clausura 2013     | Sporting San Miguelito (1)                | 4–1                                       | San Francisco                             | Ricardo Clarke           | Sporting San Miguelito    | 10 | José Anthony Torres    | Sporting San Miguelito    |  |
| Apertura 2013     | Tauro (12)                                | 1–0                                       | San Francisco                             | Ernesto Sinclair         | Independiente La Chorrera | 8  | Rolando Palma          | Tauro                     |  |
| Clausura 2014     | Chorrillo (2)                             | 1–0                                       | Río Abajo                                 | Carlos Small             | Sporting San Miguelito    | 10 | Julio Medina III       | Chorrillo                 |  |
| Apertura 2014     | San Francisco (9)                         | 1–0                                       | Sporting San Miguelito                    | José González            | Árabe Unido               | 8  | Gary Stempel (6)       | San Francisco             |  |
| Apertura 2014     | San Francisco (9)                         | 1–0                                       | Sporting San Miguelito                    | Yairo Yau                | Sporting San Miguelito    | 8  | Gary Stempel (6)       | San Francisco             |  |
| Clausura 2015     | Árabe Unido (11)                          | 2–1                                       | Independiente La Chorrera                 | Johnny Ruiz              | San Francisco             | 10 | Sergio Guzmán          | Árabe Unido               |  |
| Apertura 2015     | Árabe Unido (12)                          | 1–1 (3–0 k)                               | Chorrillo                                 | Sergio Moreno            | Chorrillo                 | 9  | Sergio Guzmán (2)      | Árabe Unido               |  |
| Apertura 2015     | Árabe Unido (12)                          | 1–1 (3–0 k)                               | Chorrillo                                 | Armando Polo (2)         | Árabe Unido               | 9  | Sergio Guzmán (2)      | Árabe Unido               |  |
| Clausura 2016     | Plaza Amador (6)                          | 1–0                                       | Chorrillo                                 | Manuel Murillo           | Atlético Nacional         | 10 | Jair Palacios (2)      | Plaza Amador              |  |
| Apertura 2016     | Árabe Unido (13)                          | 2–0                                       | Plaza Amador                              | Enrico Small             | Árabe Unido               | 16 | Sergio Guzmán (3)      | Árabe Unido               |  |
| Clausura 2017     | Tauro (13)                                | 1–0                                       | Árabe Unido                               | Jorlian Sánchez          | Sporting San Miguelito    | 9  | Rolando Palma (2)      | Tauro                     |  |
| Apertura 2017     | Chorrillo (3)                             | 5–1                                       | Árabe Unido                               | Rolando Blackburn        | Chorrillo                 | 11 | Richard Parra (7)      | Chorrillo                 |  |
| Clausura 2018     | Independiente La Chorrera (1)             | 1–0                                       | Tauro                                     | José Fajardo             | Independiente La Chorrera | 15 | Donaldo González       | Independiente La Chorrera |  |
| Apertura 2018     | Tauro (14)                                | 2–1 (pd)                                  | Potros del Este                           | Edwin Aguilar (3)        | Tauro                     | 15 | Saúl Maldonado         | Tauro                     |  |
| Clausura 2019     | Independiente La Chorrera (2)             | 1–1 (4–1 k)                               | San Francisco                             | Enrico Small (2)         | Tauro                     | 10 | Francisco Perlo        | Independiente La Chorrera |  |
| Clausura 2019     | Independiente La Chorrera (2)             | 1–1 (4–1 k)                               | San Francisco                             | Cristian Zúñiga          | San Francisco             | 10 | Francisco Perlo        | Independiente La Chorrera |  |
| Apertura 2019     | Tauro (15)                                | 2–0                                       | Potros del Este                           | Cristian Zúñiga (2)      | San Francisco             | 8  | Saúl Maldonado (2)     | Tauro                     |  |
| Apertura 2020     | przerwane ze względu na pandemię COVID-19 | przerwane ze względu na pandemię COVID-19 | przerwane ze względu na pandemię COVID-19 |                          |                           |    |                        |                           |  |
| Clausura 2020     | Independiente La Chorrera (3)             | 3–1                                       | San Francisco                             | Alfredo Stephens         | Independiente La Chorrera | 7  | Francisco Perlo (2)    | Independiente La Chorrera |  |
| Apertura 2021     | Plaza Amador (7)                          | 2–1                                       | Universitario                             | Jair Catuy               | Universitario             | 11 | Jorge Dely Valdés      | Plaza Amador              |  |
| Clausura 2021     | Tauro (16)                                | 3–0                                       | Herrera                                   | Ismael Díaz              | Tauro                     | 10 | Enrique García         | Tauro                     |  |
| Apertura 2022     | Alianza (1)                               | 2–1                                       | Sporting San Miguelito                    | Edgar Aparicio           | Atlético Chiriquí         | 7  | Jair Palacios (3)      | Alianza                   |  |
| Apertura 2022     | Alianza (1)                               | 2–1                                       | Sporting San Miguelito                    | Víctor Ávila             | Independiente La Chorrera | 7  | Jair Palacios (3)      | Alianza                   |  |
| Apertura 2022     | Alianza (1)                               | 2–1                                       | Sporting San Miguelito                    | Ricardo Buitrago         | Plaza Amador              | 7  | Jair Palacios (3)      | Alianza                   |  |
| Clausura 2022     | Independiente La Chorrera (4)             | 2–1 (pd)                                  | Universitario                             | Joseph Cox               | Universitario             | 13 | Franklin Narváez       | Independiente La Chorrera |  |
| Apertura 2023     | Independiente La Chorrera (5)             | 3–1                                       | Tauro                                     | Ronaldo Córdoba          | Herrera                   | 16 | Franklin Narváez (2)   | Independiente La Chorrera |  |
| Clausura 2023     | Independiente La Chorrera (6)             | 3–0                                       | Tauro                                     | Víctor Ávila (2)         | Independiente La Chorrera | 12 | Franklin Narváez (3)   | Independiente La Chorrera |  |
| Apertura 2024     | Tauro (17)                                | 2–0                                       | Plaza Amador                              | Víctor Ávila (3)         | Independiente La Chorrera | 8  | Felipe Baloy           | Tauro                     |  |
| Apertura 2024     | Tauro (17)                                | 2–0                                       | Plaza Amador                              | Yilton Díaz              | Tauro                     | 8  | Felipe Baloy           | Tauro                     |  |
| Clausura 2024     | Independiente La Chorrera (7)             | 2–1                                       | Plaza Amador                              | Davis Contreras          | Independiente La Chorrera | 12 | Franklin Narváez (4)   | Independiente La Chorrera |  |
| Apertura 2025     | Plaza Amador (8)                          | 6–0                                       | San Francisco                             | Rolando Blackburn (2)    | San Francisco             | 9  | Mario Méndez           | Plaza Amador              |  |
| Apertura 2025     | Plaza Amador (8)                          | 6–0                                       | San Francisco                             | Keny Bonilla             | Veraguas United           | 9  | Mario Méndez           | Plaza Amador              |  |
| Apertura 2025     | Plaza Amador (8)                          | 6–0                                       | San Francisco                             | Ansony Frías             | Alianza                   | 9  | Mario Méndez           | Plaza Amador              |  |

- pd – po dogrywce
- k – seria rzutów karnych

W kolumnie „mistrz” w nawiasie podano, który w swojej historii tytuł mistrzowski zdobył dany klub.

W kolumnie „zawodnik” w nawiasie podano, który w swojej karierze tytuł króla strzelców zdobył piłkarz.

W kolumnie „trener” w nawiasie podano, który w swojej karierze tytuł mistrza zdobył trener.

## Klasyfikacja medalowa
| #   | Klub                      | Tytuły | Tytuły |                    | Tytuły (lata)      | Tytuły (lata)      | Tytuły (lata)      | Tytuły (lata)      | Tytuły (lata)      | Tytuły (lata)      | Tytuły (lata)      | Tytuły (lata)      | Tytuły (lata)      | Tytuły (lata)          | Tytuły (lata)          | Tytuły (lata)          | Tytuły (lata)          | Tytuły (lata)          | Tytuły (lata)          | Tytuły (lata)          | Tytuły (lata)          | Tytuły (lata)          | Tytuły (lata)          | Tytuły (lata) |
| #   | Klub                      |        |        | Mistrzostwa (lata) | Mistrzostwa (lata) | Mistrzostwa (lata) | Mistrzostwa (lata) | Mistrzostwa (lata) | Mistrzostwa (lata) | Mistrzostwa (lata) | Mistrzostwa (lata) | Mistrzostwa (lata) | Mistrzostwa (lata) | Wicemistrzostwa (lata) | Wicemistrzostwa (lata) | Wicemistrzostwa (lata) | Wicemistrzostwa (lata) | Wicemistrzostwa (lata) | Wicemistrzostwa (lata) | Wicemistrzostwa (lata) | Wicemistrzostwa (lata) | Wicemistrzostwa (lata) | Wicemistrzostwa (lata) |               |
| --- | ------------------------- | ------ | ------ | ------------------ | ------------------ | ------------------ | ------------------ | ------------------ | ------------------ | ------------------ | ------------------ | ------------------ | ------------------ | ---------------------- | ---------------------- | ---------------------- | ---------------------- | ---------------------- | ---------------------- | ---------------------- | ---------------------- | ---------------------- | ---------------------- | ------------- |
| 1.  | Tauro                     | 17     | 11     | 1989               | 1991               | 1997               | 1998               | 2000               | A2003              | C2003              | C2006              | A2007              | A2010              | 1990                   | 1995                   | 1999                   | 2001                   | C2002                  | A2008                  | C2008                  | A2009                  | C2018                  | A2023                  |               |
| 1.  | Tauro                     | 17     | 11     | C2012              | A2013              | C2017              | A2018              | A2019              | C2021              | A2024              |                    |                    |                    | C2023                  |                        |                        |                        |                        |                        |                        |                        |                        |                        |               |
|     |                           |        |        |                    |                    |                    |                    |                    |                    |                    |                    |                    |                    |                        |                        |                        |                        |                        |                        |                        |                        |                        |                        |               |
| 2.  | Árabe Unido               | 13     | 7      | 1999               | A2001              | C2001              | A2002              | A2004              | C2004              | C2008              | A2009              | C2010              | A2012              | 1998                   | A2003                  | A2005                  | C2006                  | C2007                  | C2017                  | A2017                  |                        |                        |                        |               |
| 2.  | Árabe Unido               | 13     | 7      | C2015              | A2015              | A2016              |                    |                    |                    |                    |                    |                    |                    |                        |                        |                        |                        |                        |                        |                        |                        |                        |                        |               |
|     |                           |        |        |                    |                    |                    |                    |                    |                    |                    |                    |                    |                    |                        |                        |                        |                        |                        |                        |                        |                        |                        |                        |               |
| 3.  | San Francisco             | 9      | 13     | 1995               | 1996               | C2005              | A2006              | C2007              | A2008              | A2009              | C2011              | A2014              |                    | 1988                   | 1989                   | A2001                  | A2002                  | C2004                  | A2007                  | C2010                  | A2010                  | C2013                  | A2013                  |               |
| 3.  | San Francisco             | 9      | 13     |                    |                    |                    |                    |                    |                    |                    |                    |                    |                    | C2019                  | C2020                  | 2025                   |                        |                        |                        |                        |                        |                        |                        |               |
|     |                           |        |        |                    |                    |                    |                    |                    |                    |                    |                    |                    |                    |                        |                        |                        |                        |                        |                        |                        |                        |                        |                        |               |
| 4.  | Plaza Amador              | 8      | 9      | 1988               | 1990               | 1992               | C2002              | A2005              | C2016              | A2021              | A2025              |                    |                    | 1996                   | 2000                   | C2001                  | A2004                  | A2006                  | A2011                  | A2016                  | A2024                  | C2024                  |                        |               |
|     |                           |        |        |                    |                    |                    |                    |                    |                    |                    |                    |                    |                    |                        |                        |                        |                        |                        |                        |                        |                        |                        |                        |               |
| 5.  | Independiente La Chorrera | 7      | 1      | C2018              | C2019              | C2020              | C2022              | A2023              | C2023              | C2024              |                    |                    |                    | C2015                  |                        |                        |                        |                        |                        |                        |                        |                        |                        |               |
|     |                           |        |        |                    |                    |                    |                    |                    |                    |                    |                    |                    |                    |                        |                        |                        |                        |                        |                        |                        |                        |                        |                        |               |
| 6.  | Chorrillo                 | 3      | 4      | A2011              | C2014              | A2017              |                    |                    |                    |                    |                    |                    |                    | A2009                  | C2011                  | A2015                  | C2016                  |                        |                        |                        |                        |                        |                        |               |
|     |                           |        |        |                    |                    |                    |                    |                    |                    |                    |                    |                    |                    |                        |                        |                        |                        |                        |                        |                        |                        |                        |                        |               |
| 7.  | Euro Kickers              | 1      | 2      | 1993               |                    |                    |                    |                    |                    |                    |                    |                    |                    | 1991                   | 1997                   |                        |                        |                        |                        |                        |                        |                        |                        |               |
| 7.  |                           |        |        |                    |                    |                    |                    |                    |                    |                    |                    |                    |                    |                        |                        |                        |                        |                        |                        |                        |                        |                        |                        |               |
| 7.  | Sporting San Miguelito    | 1      | 2      | C2013              |                    |                    |                    |                    |                    |                    |                    |                    |                    | A2014                  | A2022                  |                        |                        |                        |                        |                        |                        |                        |                        |               |
|     |                           |        |        |                    |                    |                    |                    |                    |                    |                    |                    |                    |                    |                        |                        |                        |                        |                        |                        |                        |                        |                        |                        |               |
| 9.  | Alianza                   | 1      | 1      | A2022              |                    |                    |                    |                    |                    |                    |                    |                    |                    | C2003                  |                        |                        |                        |                        |                        |                        |                        |                        |                        |               |
|     |                           |        |        |                    |                    |                    |                    |                    |                    |                    |                    |                    |                    |                        |                        |                        |                        |                        |                        |                        |                        |                        |                        |               |
| 10. | Panamá Viejo              | 1      | 0      | A2001              |                    |                    |                    |                    |                    |                    |                    |                    |                    |                        |                        |                        |                        |                        |                        |                        |                        |                        |                        |               |
|     |                           |        |        |                    |                    |                    |                    |                    |                    |                    |                    |                    |                    |                        |                        |                        |                        |                        |                        |                        |                        |                        |                        |               |
| 11. | Chepo                     | 0      | 2      |                    |                    |                    |                    |                    |                    |                    |                    |                    |                    | C2012                  | A2012                  |                        |                        |                        |                        |                        |                        |                        |                        |               |
| 11. |                           |        |        |                    |                    |                    |                    |                    |                    |                    |                    |                    |                    |                        |                        |                        |                        |                        |                        |                        |                        |                        |                        |               |
| 11. | Potros del Este           | 0      | 2      |                    |                    |                    |                    |                    |                    |                    |                    |                    |                    | A2018                  | A2019                  |                        |                        |                        |                        |                        |                        |                        |                        |               |
| 11. |                           |        |        |                    |                    |                    |                    |                    |                    |                    |                    |                    |                    |                        |                        |                        |                        |                        |                        |                        |                        |                        |                        |               |
| 11. | Universitario             | 0      | 2      |                    |                    |                    |                    |                    |                    |                    |                    |                    |                    | A2021                  | C2022                  |                        |                        |                        |                        |                        |                        |                        |                        |               |
|     |                           |        |        |                    |                    |                    |                    |                    |                    |                    |                    |                    |                    |                        |                        |                        |                        |                        |                        |                        |                        |                        |                        |               |
| 14. | Sporting Colón            | 0      | 1      |                    |                    |                    |                    |                    |                    |                    |                    |                    |                    | 1992                   |                        |                        |                        |                        |                        |                        |                        |                        |                        |               |
| 14. |                           |        |        |                    |                    |                    |                    |                    |                    |                    |                    |                    |                    |                        |                        |                        |                        |                        |                        |                        |                        |                        |                        |               |
| 14. | Projusa                   | 0      | 1      |                    |                    |                    |                    |                    |                    |                    |                    |                    |                    | 1993                   |                        |                        |                        |                        |                        |                        |                        |                        |                        |               |
| 14. |                           |        |        |                    |                    |                    |                    |                    |                    |                    |                    |                    |                    |                        |                        |                        |                        |                        |                        |                        |                        |                        |                        |               |
| 14. | Atlético Veragüense       | 0      | 1      |                    |                    |                    |                    |                    |                    |                    |                    |                    |                    | C2005                  |                        |                        |                        |                        |                        |                        |                        |                        |                        |               |
| 14. |                           |        |        |                    |                    |                    |                    |                    |                    |                    |                    |                    |                    |                        |                        |                        |                        |                        |                        |                        |                        |                        |                        |               |
| 14. | Río Abajo                 | 0      | 1      |                    |                    |                    |                    |                    |                    |                    |                    |                    |                    | C2014                  |                        |                        |                        |                        |                        |                        |                        |                        |                        |               |
| 14. |                           |        |        |                    |                    |                    |                    |                    |                    |                    |                    |                    |                    |                        |                        |                        |                        |                        |                        |                        |                        |                        |                        |               |
| 14. | Herrera                   | 0      | 1      |                    |                    |                    |                    |                    |                    |                    |                    |                    |                    | C2021                  |                        |                        |                        |                        |                        |                        |                        |                        |                        |               |

Pogrubioną czcionką zaznaczono kluby, które aktualnie występują w lidze.